# 加瀬亮
加瀬 亮（かせ りょう、1974年11月9日 - ）は、日本の俳優。アノレ所属後、2018年に個人事務所RYO KASE OFFICEを設立。身長174cm。

## 来歴

### 生い立ち
加瀬豊（当時は日商岩井勤務、のちに双日代表取締役社長・会長を歴任）の長男として生まれる。神奈川県横浜市出身だが、父親の仕事の都合により、生後まもなく渡米。7歳までの約7年間をアメリカ合衆国のワシントン州ベルビュー市（City of Bellevue）で過ごす。
中央大学商学部に進学。大学時代は、4年間ボードセイリング（ウィンドサーフィン）部に所属。
先輩の出ている舞台に誘われ、そこで生まれて初めて見た芝居の面白さに惹かれたのをきっかけとして役者を志すようになり、大学卒業前に突然「役者になりたい」と父に告げたところ大反対され、喧嘩になり家を出た。そのため、父とはしばらく疎遠になり、代わりに母が時々電話をしてきたという。

### 俳優として
映画『PiCNiC』『FRIED DRAGON FISH』を見て俳優・浅野忠信に憧れ、彼の所属事務所であるアノレに手紙を送って、大学を中退後1998年に同事務所所属となった。
CNNの「まだ世界的に名前は売れていないが、演技力のある日本の俳優7人」の一人に選ばれた。
浅野の付き人からスタートし1年間経験後、『バトル・ロワイアル』などの現場に製作スタッフとして参加しながら、2000年に映画『五条霊戦記』（石井聰亙監督）でスクリーンデビュー。以降、映画を中心に活動を続ける。
行定勲監督『ロックンロールミシン』、黒沢清監督『叫』、森﨑東監督『ニワトリはハダシだ』、周防正行監督『それでもボクはやってない』、山田洋次監督『おとうと』、北野武監督の『アウトレイジ』などの日本映画をはじめ、クリント・イーストウッド監督の『硫黄島からの手紙』、ミシェル・ゴンドリー監督『TOKYO! インテリア・デザイン』、ガス・ヴァン・サント監督『永遠の僕たち』、アッバス・キアロスタミ監督の『ライク・サムワン・イン・ラブ』、ホン・サンス監督の『自由が丘で』など、海外の監督作品へも積極的に出演している。
出演する映画のジャンルは不特定であるが、本人は「小さな映画」「パーソナルな映画」を大切にしたいと語っている。
映画に対する思い入れは強く、「世界感覚」を変えたと語る監督にジョン・カサヴェテス、ビクトル・エリセ、相米慎二を挙げ、映画との「出会い」はカサヴェテスの『こわれゆく女』、エドワード・ヤンの『牯嶺街少年殺人事件』であったという。
映画監督の李相日は、「草食系」で、はにかみ屋の印象を持たれているが、それらと同時にハプニングを楽しむ破壊衝動をあわせ持つ「肉食系」の二面性を持っていると語る。また、芝居に対しては演出の意図以上の深い解釈を提示し、2010年代に入っては監督との意見の食い違いも取り込める幅の太さを身に付けてきていると評した。
テレビドラマ『SPEC〜警視庁公安部公安第五課 未詳事件特別対策係事件簿〜』（2010年 - ）に出演した影響から、2020年9月に行われ、300人が投票に参加した「坊主頭が似合う俳優ランキング」では、市川海老蔵や市原隼人らを凌ぎ1位を獲得した。

## 略歴
- 1997年 - 演技を学び始める。当時は舞台に出演。
- 1998年 - 映画『白痴』（手塚眞監督）、『孔雀 KUJAKU』（クリストファー・ドイル監督）などの現場に参加。『地雷を踏んだらサヨウナラ』（五十嵐匠監督）ではアシスタントを担当。
- 2000年 - 映画『五条霊戦記』（石井聰亙監督）でデビュー。
- 2003年 - 映画『アンテナ』（熊切和嘉監督）で初主演。
- 2005年 - 映画『about love アバウト・ラブ/関於愛』で初めて日本国外の監督作品に出演。
- 2006年 - 映画『パッセンジャー』『硫黄島からの手紙』など、国外作品への出演が相次ぐ。
- 2007年 - 映画『それでもボクはやってない』（周防正行監督）での演技により、ブルーリボン賞やキネマ旬報などの映画賞を多数受賞。
- 2009年 - フジテレビ系ドラマ『ありふれた奇跡』で連続ドラマ初出演。仲間由紀恵とW主演。
- 2011年 - 映画『永遠の僕たち』（原題：Restless）に出演（制作は2009年）。全編英語での演技による映画出演は初めて。
- 2012年 - 映画『劇場版 SPEC〜天〜』がそれまでの主演映画としては最大のヒット作となる。5月、映画『ライク・サムワン・イン・ラブ』出品のためカンヌ国際映画祭（第65回）に初の出席を果たす[11]。
- 2013年 - 前年度出演の『アウトレイジ ビヨンド』の石原秀人役で第67回毎日映画コンクール男優助演賞を受賞[15]。
- 2014年 - 主演した韓国映画『自由が丘で』が韓国映画誌cine21で「2014年韓国映画第1位」となり、本人も「Best Actor of the Year」に選ばれた[16]。
- 2022年 - 第27回釜山国際映画祭にNew Currents部門の審査員として参加。

## 受賞
- 第14回日本映画プロフェッショナル大賞 主演男優賞（2004年） - 『アンテナ』
- 第12回日本インターネット映画大賞 主演男優賞（2007年） - 『それでもボクはやってない』
- 第81回キネマ旬報ベスト・テン 最優秀主演男優賞（2007年） - 『それでもボクはやってない』『オリヲン座からの招待状』[17]
- 第21回高崎映画祭 最優秀助演男優賞（2007年） - 『花よりもなほ』
- 第31回日本アカデミー賞 優秀主演男優賞（2008年） - 『それでもボクはやってない』[18]
- 第32回報知映画賞 主演男優賞（2008年） - 『それでもボクはやってない』
- 第50回ブルーリボン賞 主演男優賞（2008年） - 『それでもボクはやってない』
- 第29回ヨコハマ映画祭 主演男優賞（2008年） - 『それでもボクはやってない』
- 第3回おおさかシネマフェスティバル 主演男優賞（2008年）『それでもボクはやってない』
- 第2回アジア・フィルム・アワード 主演男優賞（2008年） - 『それでもボクはやってない』
- 全国映連賞 男優賞（2008年）- 『それでもボクはやってない』
- 第1回日本シアタースタッフ映画祭 助演男優賞（2010年） - 『インスタント沼』『おとうと』
- 第67回毎日映画コンクール 男優助演賞（2013年） - 『アウトレイジ・ビヨンド』[19]
- 第14回アジア・フィルム・アワード最優秀助演男優賞（2020年）- 『旅のおわり世界のはじまり』
- 第47回日本アカデミー賞 優秀助演男優賞（2024年） - 『首』[20]

## 出演作品

### 日本映画
- 五条霊戦記（2000年） - かむろ役
- PARTY7（2000年） - コンビニ店員役
- みすヾ（2001年） - 上山正祐役
- Grasshoppa! 1 - 4 （2001年）
- ダンボールハウスガール（2001年） - 和也役
- FROG RIVER Vol.1 - 4 （2001年） - 白井ツトム役
- ゴジラ・モスラ・キングギドラ 大怪獣総攻撃（2001年） - 漁師役[1]
- ハッシュ!（2002年） - 蕎麦屋店員役
- ロックンロールミシン（2002年） - 近田賢司役
- 伝説のワニ ジェイク（2002年） ※テレビドラマの再編集劇場版
- アカルイミライ（2003年） - 有田冬樹役
- 壬生義士伝（2003年） - 近藤周平役
- 刑事まつり はぐれちゃった刑事（2003年） - 新人刑事役
- カクト（2003年） - 真治役
- HAZAN（2003年） - 光村佐三役
- 花（2003年） - 鳥越弘（若い頃）役
- 監督感染「payday」（2003年） - 泉天道役
- アンテナ（2004年） - 主演・荻原祐一郎役 ※初主演作
- 理由（2004年） - 八代祐司役 ※テレビで先行放送
- キューティーハニー（2004年） - 轟刑事役
- 69 sixty nine（2004年） - 大滝良役
- 茶の味（2004年） - 浜田山六太郎役
- 誰も知らない（2004年） - 広山潤役
- SURVIVE STYLE5+（2004年） - オーディションを受ける男役
- ニワトリはハダシだ（2004年） - 立花薫役
- パッチギ!（2005年） - オックス・野口ヒデト役
- メールで届いた物語「mail」（2005年） - 主演・高村修役
- female「玉虫」（2005年） - 男役
- スクラップ・ヘブン（2005年） - 主演・粕谷シンゴ役
- カスタムメイド10.30（2005年） - 見習い天使ジェフ役
- 疾走（2005年） - 宮原雄二役
- 好きだ、（2006年） - 通りすがりの若い男役
- ナイスの森〜The First Contact〜（2006年） - タケフミ役
  - 「オープニング」
  - 「NOTTI&TAKEFUMI -プロローグ-」
  - 「NOTTI&TAKEFUMI -TAKEFUMI'S DREAM-」
  - 「酒でも飲みますか」
  - 「部活」
  - 「NOTTI&TAKEFUMI -NOTTI'S DREAM-」
- 花よりもなほ（2006年） - そで吉役
- ハチミツとクローバー（2006年） - 真山巧役
- ストロベリーショートケイクス（2006年） - 永井役
- CHiLDREN チルドレン（2006年） - 永瀬政人役 ※テレビで先行放送
- それでもボクはやってない（2007年） - 主演・金子徹平役
- 叫（2007年） - 船員役
- オリヲン座からの招待状（2007年） - 仙波留吉役
- めがね（2007年） - ヨモギ役
- ぐるりのこと。（2008年） - 田中ツヨシ役
- 犬と私の10の約束（2008年） - 星進役
- 山のあなた〜徳市の恋〜（2008年） - 福市役
- グーグーだって猫である（2008年） - 沢村青自役
- パコと魔法の絵本（2008年） - 浩一役
- R246 STORY「22446」（2008年）- 主演・虎吉役
- 東南角部屋二階の女（2008年） - 三崎哲役
- スカイ・クロラ The Sky Crawlers（2008年） - 函南優一役 ※声優としての出演
- 重力ピエロ（2009年） - 主演・奥野泉水役
- インスタント沼（2009年） - ガス役
- プール（2009年） - 市尾役
- おとうと（2010年） - 長田亨役
- アウトレイジ（2010年） - 石原秀人役
  - アウトレイジ ビヨンド（2012年）
- 海炭市叙景（2010年） - 目黒晴夫 役
- マザーウォーター（2010年） - ヤマノハ役
- 永遠の僕たち（2011）ヒロシ役
- 婚前特急（2011年） - 西尾みのる役
- 東京オアシス（2011年） - ナガノ役
- 劇場版SPECシリーズ - 主演・瀬文焚流役（戸田恵梨香とのW主演）
  - 劇場版 SPEC〜天〜（2012年）
  - 劇場版 SPEC〜結〜 漸ノ篇/爻ノ篇（2013年）
- 俺俺（2013年） - タジマ役
- はじまりのみち（2013年） - 主演・木下惠介役
- ペコロスの母に会いに行く（2013年） - 岡野さとる役
- ジャッジ!（2014年） - 太田の先輩 役
- わたしのハワイの歩きかた（2014年） - 阿部知哉
- 舞妓はレディ（2014年） - 西郷春子の父（写真出演）
- 海街diary（2015年） - 坂下美海
- アズミ・ハルコは行方不明（2016年） - 沢井 役[21]
- 3月のライオン（2017年、東宝・アスミック・エース） - 宗谷冬司 役
- ムーンライト下落合（2017年、ユーロスペース） - 主演・長田 役（宇野祥平とのダブル主演）[22]
- モリのいる場所（2018年） - 藤田武 役
- 鈴木家の嘘（2018年） - 鈴木浩一 役
- 旅のおわり世界のはじまり（2019年） - 岩尾 役
- 首（2023年） - 織田信長 役[23]

### 日本以外の映画
複数国の合作映画を含む。
- about love アバウト・ラブ/関於愛（英語版） about love 関於愛 （2005年、台湾・中国・日本） - 梅園鉄（鉄ちゃん）役
- パッセンジャー（英語版） The Passenger （2006年、フランス・カナダ・日本） - アキラ役
- 硫黄島からの手紙 Letters from Iwo Jima （2006年、アメリカ） - 清水洋一役
- TOKYO! TOKYO! 「インテリア・デザイン」（2008年、フランス・日本・ドイツ・韓国） - アキラ役
- 永遠の僕たち Restless （2011年、アメリカ） - ヒロシ役
- ライク・サムワン・イン・ラブ Like Someone in Love （2012年、日本・フランス） - ノリアキ役
- 自由が丘で 자유의 언덕 （2014年、韓国） - 主演・モリ 役[24][25]
- FOUJITA Foujita （2015年、日本・フランス）[26] - 寛治郎 役
- 沈黙 -サイレンス- Silence （2016年、アメリカ） - ジュアン 役[27]
- ベル・カント とらわれのアリア Bel Canto （2018年、アメリカ） - ゲン 役[28]
- The Works and Days（2020年、アメリカ、スウェーデン、日本、イギリス） - RYO SASAKI 役
- MINAMATA-ミナマタ- Minamata （2021年、アメリカ） - キヨシ 役[29]

### テレビドラマ
- 学校の怪談 春の物の怪スペシャル「花子さん」（2001年、関西テレビ） - 安部要役
- 伝説のワニ ジェイク「ジェイクは濡れていた」（2001年、テレビ東京） - アラン・バーゾラ役 ※放送後に再編集され劇場公開
- 抱きしめたい（2002年、NHK総合） - 沢田道朗役
- ノースポイント フレンズ（2003年、北海道文化放送） - 須貝卓巳役
- 理由（2004年、WOWOW） - 八代祐司役 ※放送後に劇場公開
- 社長をだせ!実録・クレーマーとの死闘を制した女（2005年、読売テレビ） - 鈴木一平役
- チルドレン CHiLDREN（2006年、WOWOW） - 永瀬政人役 ※放送後に劇場公開
- 蒼井優×4つの嘘 カムフラージュ CHAPTER1「人生って嘘みたい」（2008年、WOWOW） - 高野役
- ありふれた奇跡（2009年、フジテレビ） - 主演・田崎翔太役
- SPEC〜警視庁公安部公安第五課 未詳事件特別対策係事件簿〜シリーズ - 主演・瀬文焚流 役（戸田恵梨香とのW主演）
  - SPEC〜警視庁公安部公安第五課 未詳事件特別対策係事件簿〜（2010年、TBS）
  - スペシャルドラマ SPEC〜翔〜（2012年4月1日）
  - スペシャルドラマ SPEC〜零〜（2013年10月23日）
- 妖しき文豪怪談「後の日」（2010年、NHK BShi） - 主演・笏悟朗 役
- 贖罪 第3話「くまの兄妹」（2012年、WOWOW） - 高野幸司役
- ゴーイング マイ ホーム 第8話（2012年、関西テレビ） - 下島惠役
- パンとスープとネコ日和（2013年、WOWOW） - フクサコ 役
- 続・最後から二番目の恋（2014年4月期、フジテレビ） - 高山涼太 役[30]
- この街の命に（2016年、WOWOW） - 主演・牧田洋 役[31]
- 連続テレビ小説 あんぱん（2025年、NHK総合） - 朝田結太郎 役[32]

### CM
- au by KDDI 「学割編」「結婚式編」（2000年）
- 日清食品 「とんがらし麺」（2000年）
- ソニー・コンピュータエンタテインメント PlayStation 2 「メガヒッツ・おすみつき編」（2001年）
- 日本コカ・コーラ ファンタ 「ビーム編」（2001年）
- 旭化成 「イヒ!Break through編」（2001年）
- サントリー マグナムドライ（2001年）
- KDDI 「フロント・ポーター編」（2001年）
- WOWOW 「もうひとつの世界を 男編」（2002年）
- UFJ銀行 「アクセス編」（2002年）
- 日本テレビ 「別れてもチュキな人」番組宣伝CM（2002年）
- キリンビバレッジ アミノサプリ 「よろこびの歌編」（2002年）
- 日本コカ・コーラ 爽健美茶 「カップル編」（2002年）
- キリンビール 一番搾り 「山菜編」（2003年）
- NTTグループ 「2つの生き方編」（2003年）
- NTTドコモ FOMA 「GO!GO!テレ電ズ」シリーズ（2004年）
- 日本コカ・コーラ TADAS（2004年）
- セブンイレブン 「月編」「気分編」（2004年）
- ニフティ @nifty MOOCS 「音楽大好きアフロ青年編」（2005年）
- パルコ 「PARCO SAYS」（2005年） - ナレーション
- サントリー なっちゃん（2005年）
- 味の素スタジアム ハスキーな女たち（2005年）
- 味の素 企業CM 「最後の晩餐編」（2006年）
- エステー化学 ムシューダ 「結婚式編」（2006年）
- ソフトバンクモバイル ホワイトプラン（2007年）
- セコム 「BIG TRAP編」（2007年）
- ハンゲーム 人生の半分は、ゲームだ。（2008年）
- サントリー サントリーオールド（2008年）
- TOTO TOTOTALK（2009年）
- サントリー サントリーウーロン茶プレミアムクリア（2010年）※ナレーション
- オトナグリコ アーモンドプレミオ「なつかしい友編」（2010年）
- リプトン スマートタイムズ ミルクティー「Mr.SMART篇」（2011年）
- TOTO TOILET BIKE NEO（2011年）
- ローソン おにぎり屋「練習」「市場開店」（2011年）
- NTTドコモ walk with you「しゃべってコンシェル／加瀬亮さん篇」（2012年）
  - 同 「しゃべってコンシェル／日本中の人々B篇」
- サントリーフーズ エスプレッソーダ「コーヒーカップ篇」「射的篇」「WEB限定 ロックンロール篇」（2012年）
- 明治 明治ヨーグルトR-1 「世界の体調管理法」シリーズ（2013年 - ）[33]
- サントリー サントリー角瓶・「角ハイボールがお好きでしょ。」シリーズ（2014年 - ）[34][35]
- 島津製作所「日常を変えるのが、科学なんだ。」スペシャルムービー（2015年）[36]
- エルメネジルド・ゼニア「メイド イン ジャパン」プロジェクト（2015年）[37][38]
- 住友林業「たいせつな時間」篇、「朝の充電」篇、「いい木と住むこと。」篇、「ウォルナットの書斎」篇、「チークのリビング」篇（2018年-）
- ユニクロ「感動パンツ UNIQLO 2020」（2020年）

### 舞台
- 哀しい予感（2007年） - 哲生役

### ミュージックビデオ
- SMAP「そのまま」（2008年）
- YUKI「2人のストーリー」（2010年）

### 音楽作品
- OLAibi『new rain』（2012年） - 「seed」参加、ブックレット共作[39]
- 松本隆トリビュート・アルバム『風街であひませう』完全生産限定盤（2015年） - 「夏なんです」朗読[40]

### ナレーション
- ETV特集『「死刑裁判」の現場 〜ある検事と死刑囚の44年〜』（2011年5月30日、NHK Eテレ）朗読
- ビートたけしのフランスは本当に勲章をくれたのかTV（2016年12月26日、TBS）オープニングナレーション
- ETV特集「雪冤（せつえん）～ひで子と早智子の歳月～」（2020年7月18日、NHK Eテレ)- ナレーション
- こころの時代「遠藤周作没後25年 遺作『深い河』をたどる (前後編) 」（2021年10月31日,11月7日、NHK Eテレ）- 朗読
- こころの時代「シリーズ宮沢賢治 久遠の宇宙に生きる（全６回）」（2023年4月23日〜9月24日、NHK Eテレ）- 朗読[41]

## 書籍
- Bellevue Ryo Kase 加瀬亮 - 写真＋言葉＋全作品（2006年7月、メディアファクトリー、ISBN 4840115591）
- 「みんなの小津会」『小津安二郎 大全』（朝日新聞出版、2019年）に収録、ISBN 9784022515995

### 連載
- 韓国の映画批評雑誌『FILO』（2018年〜）

### オーディオブック
- 谷川俊太郎「はだか―谷川俊太郎詩集」（2018年、Audible ） - 朗読